# Гродзенская, Стефания
Стефания Гродзенская (пол. Stefania Grodzieńska, 2 сентября 1914, Лодзь, Петроковская губерния — 28 апреля 2010[…], Констанцин-Езёрна, Мазовецкое воеводство) — польская писательница-сатирик, театральная и эстрадная актриса.

## Биография
Родилась в еврейской семье. Родители Стефании жили за границей, отец был профессором в университете. Мать рассталась с отцом незадолго до её рождения, и её воспитывали бабушка и дедушка в Лодзи. Там она училась в балетной школе. Часть детства провела в Москве. С отцом она познакомилась лишь в совершеннолетнем возрасте (однако фамилия отца, которая звучала по-польски, спасла её во время войны).
С 1933 года жила в Варшаве. Работала в театре «Цыганерия», танцевала в Камерном театре, и, наконец, Фредерик Яроши пригласил её в ансамбль Цирулика Варшавского.
С началом Второй мировой войны вместе с мужем, поэтом и драматургом Ежи Журандо (настоящая фамилия Глейгевихт), была увезена в Варшавское гетто, где выступала в Театре Фемина. Обоим удалось избежать смерти при ликвидации Варшавского гетто в 1942 году. В 1942—1944 г. пара укрывалась в квартире Хелены Немыской. В это время Стефания написала стихи под псевдонимом Стефания Ней (это была фамилия её матери), опубликованные в 1949 году Государственным издательским институтом в сборнике «Дети гетто».
После войны у них родилась дочь Йоанна Журандо-Навроцкая (1946—2016), которая стала телережиссёром и публицисткой.
После окончания войны стала фельетонисткой журнала Szpilki, а также писала монологи и скетчи, которые исполняли известные польские актеры — Ирена Квятковская, Ханка Белицкая, Калина Ендрусик, Алина Яновская, Богумил Кобеля, Адольф Дымша и Лода Халарна.
Её миниатюры в 1963 году экранизированы в трёхсерийном телефильме «Короткие истории», исполнялись в популярной советской телевизионной передаче «Кабачок 13 стульев» (в частности, рассказы «Интервью» и «Справочное бюро»).
Умерла после непродолжительной болезни 28 апреля 2010 года в Доме ветеранов польских артистов сцены в Сколимове.
Похоронена на Воинском кладбище в Повонзках.

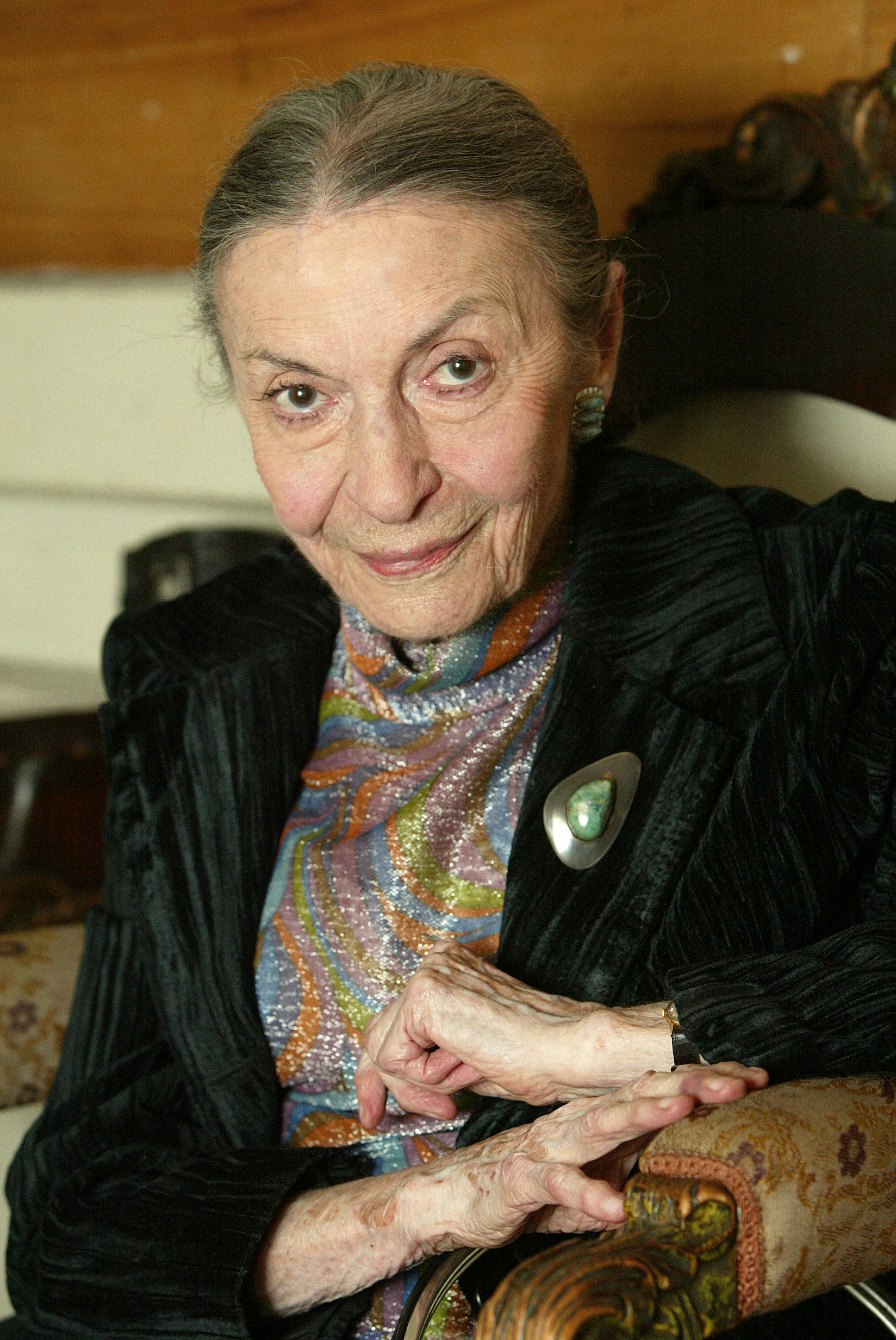
28 апреля 2003
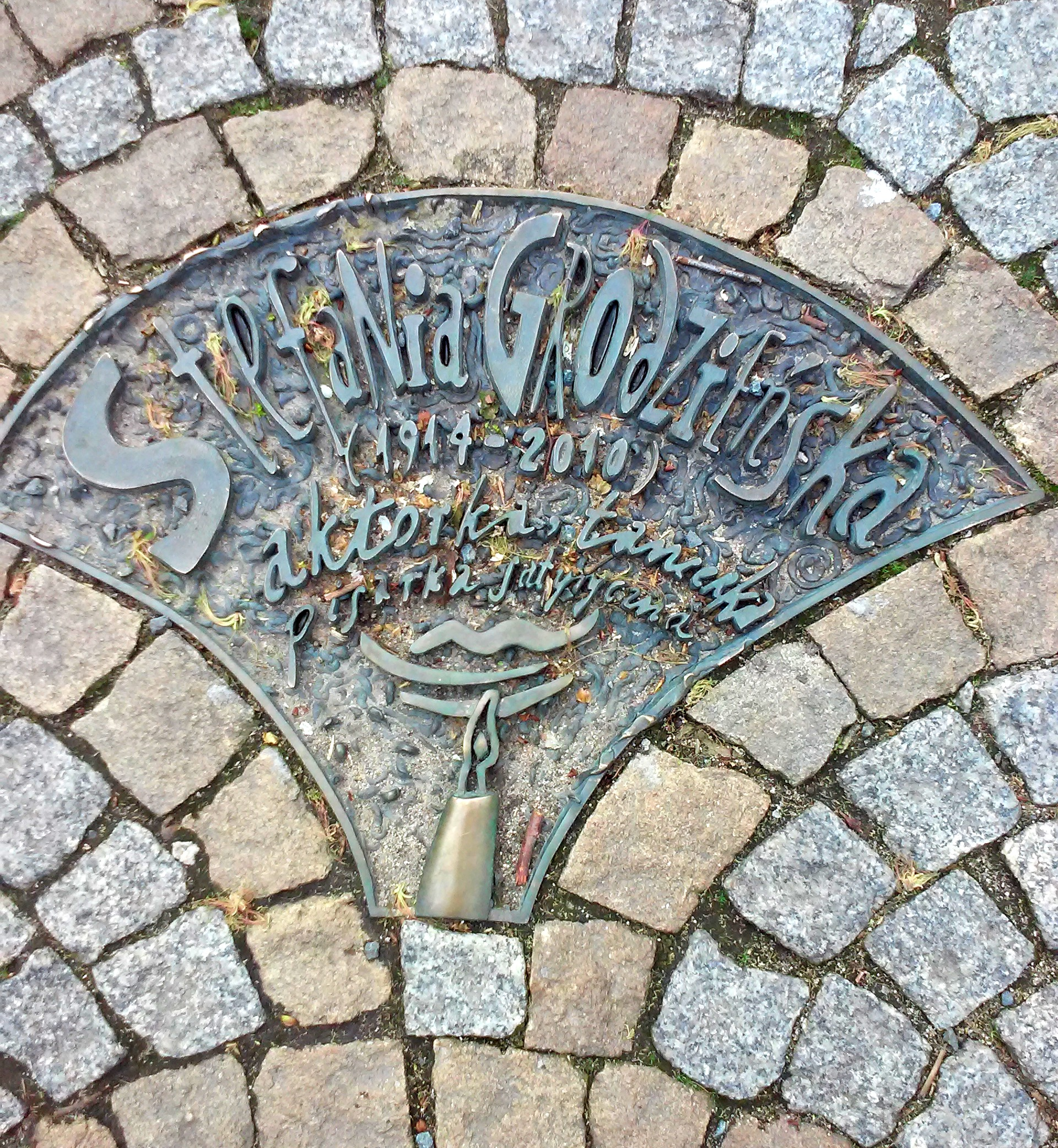
Памятная доска на Аллее Звёзд Сатирикона на главной набережной Легницы
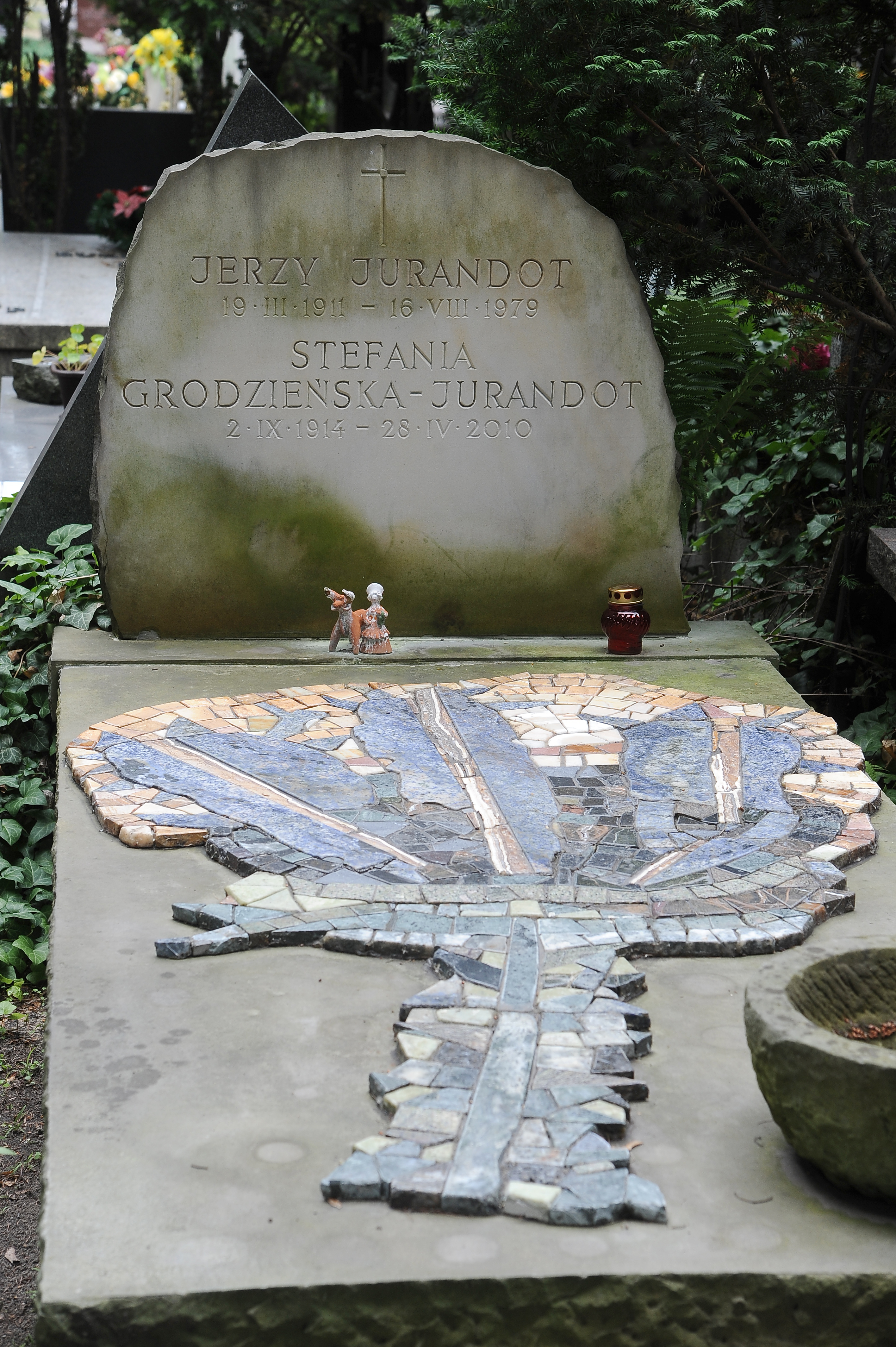
Могила Стефании Гродзенской

### На польском языке

#### Художественная литература
- «День сатирика» (польск. Dzionek satyryka)
- «Я несерьёзна» (польск. Jestem niepoważna)
- «Уродливый сад» (польск. Brzydki ogród, Лодзинское книжное издательство, Лодзь, 1974)
- «Фельетоны и юморески» (польск. Felietony i humoreski)
- Plagi i plażki
- «Разговоры» (польск. Rozmówki)
- «Отрывки женские, мужские и никакие» (польск. Kawałki żeńskie, męskie i nijakie)

#### Биографии
- «Воспоминания халтурщицы» (польск. Wspomnienia chałturzystki, автобиография)
- «Рождённый Синей птицей» (польск. Urodził go Niebieski Ptak, воспоминания о Фридерике Яроши)
- «Мне больше ничего не нужно» (польск. Już nic nie muszę, автобиография)
- «Не над чем смеяться» (польск. Nie ma z czego się śmiać, автобиография)

### На русском языке
- Розовый свитер : Юморески: правдоподобные, неправдоподобные, культурные, некультурные, личные и семейные / Пер. с польского и придсл. Н. Лабковского; [Ил.: Б. М. Лео]. — Москва : Изд-во иностр. лит., 1960. — 149 с. : ил.; 20 см. — (Юмор и сатира зарубежных стран).
- Страшный посетитель : [Юмористич. рассказы] / Стефания Гродзеньска ; Пер. с польского Л. Чех ; Рис. В. Горяева. — Москва : Правда, 1964. — 63 с. : ил.; 16 см. — (Б-ка «Крокодила» № 5 382).